# 松本肇
松本 肇（、1963年〈昭和38年〉5月4日 - ）は日本映画のCGデザイナー、ビッグエックス代表。神奈川県出身。横浜放送映画専門学校（現・日本映画大学）卒業。

## 来歴
幼少期に観た映画『フランケンシュタインの怪獣 サンダ対ガイラ』（1966年）や『大怪獣空中戦 ガメラ対ギャオス』（1967年）の光線描写に魅了され、合成の道を志す。専門学校卒業後、デン・フィルム・エフェクトに入社。視覚効果やCGデザイナーとしてゴジラシリーズやガメラシリーズに携わった。
ゴジラシリーズに初参加した『ゴジラvsビオランテ』（1989年）では、台本を貰う代わりにノーギャラで参加した。
『クロスファイア』（2000年）での合成カットの仕上がりが評価され、監督の金子修介からの指名により東京現像所の仕切りであった『ゴジラ・モスラ・キングギドラ 大怪獣総攻撃』（2001年）にメインスタッフとして起用された。同作品では、ポストプロダクション各社を監督らスタッフが回るというロスを削減するため、東宝撮影所内に各社の担当者が集まり1つの部屋でチェックする「チェックルーム」制度を立ち上げた。また、合成のカット総数を減らす代わりにワンカットごとのクオリティを上げることに注力し、全国公開前に上映される東京国際映画祭の時点で未完成のカットを1桁にまで引き下げた。

## 携わった作品

### 映画
| 公開年月日     | 作品名                                    | 制作（配給）                                                           | 役職                                       |
| -------------- | ----------------------------------------- | ---------------------------------------------------------------------- | ------------------------------------------ |
| 1989年12月16日 | ゴジラvsビオランテ                        | 東宝映画 （東宝）                                                      | エフェクトアニメーション                   |
| 1991年12月14日 | ゴジラvsキングギドラ                      | 東宝映画 （東宝）                                                      | オプチカルスーパーバイザー                 |
| 1991年12月21日 | ゼイラム                                  | ギャガ・コミュニケーションズ                                           | 脚本 ビジュアルエフェクト コーディネイト   |
| 1992年12月12日 | ゴジラvsモスラ                            | 東宝映画 （東宝）                                                      | オプチカルスーパーバイザー                 |
| 1993年4月17日  | 仮面ライダーZO                            | 東映 東映ビデオ バンダイ                                               | ビジュアルエフェクト スーパーバイザー      |
| 1994年4月16日  | 仮面ライダーJ                             | 東映 東映ビデオ バンダイ                                               | ビジュアルエフェクト スーパーバイザー      |
| 1994年12月17日 | ゼイラム2                                 | ゼイラム製作委員会 エンボディメント・フィルムズ （バンダイビジュアル） | 脚本 ビジュアルエフェクト スーパーバイザー |
| 1995年3月11日  | ガメラ 大怪獣空中決戦                     | 大映 日テレ 博報堂 （東宝）                                            | ビジュアルエフェクト スーパーバイザー      |
| 1996年7月13日  | ガメラ2 レギオン襲来                      | 大映 日テレ 博報堂 富士通 日本出版販売 （東宝）                        | 視覚効果                                   |
| 1999年3月6日   | ガメラ3 邪神覚醒                          | 大映 徳間書店 日テレ 博報堂 日本出版販売 （東宝）                      | 視覚効果                                   |
| 2000年6月10日  | クロスファイア                            | 東宝映画 TBS （東宝）                                                  | ビジュアルエフェクト スーパーバイザー      |
| 2001年12月15日 | ゴジラ・モスラ・キングギドラ 大怪獣総攻撃 | 東宝映画 （東宝）                                                      | VFXスーパーバイザー                        |
| 2002年12月14日 | ゴジラ×メカゴジラ                         | 東宝映画 （東宝）                                                      | VFXスーパーバイザー                        |

### オリジナルビデオ
- ウルトラマンVS仮面ライダー（1993年）コンピューターグラフィックス
- I・R・I・A ZЁIЯAM THE ANIMATION（1994年）脚本　※第４話、５話のみ

### ネット配信ドラマ
- 紺田照の合法レシピ （2018年・Amazon Prime Video）監督 ：宝来忠昭
- 呪怨 呪いの家 （2020年・NETFLIX） 監督：三宅唱
- サンクチュアリ -聖域- （2023年・NETFLIX) 　監督：江口カン ※VFXプロデューサー

## 書籍
- ゼイラム THE NOVEL（1994年・朝日ソノラマ）
- 光線を描き続けてきた男 飯塚定雄（2016年・洋泉社）